# Gordon Danby
Gordon T. Danby é um físico estadunidense, conhecido principalmente por seu trabalho, juntamente com James R. Powell, sobre supercondutores Maglev, pelo qual ambos receberam a Medalha Benjamin Franklin de 2000 em engenharia.